# Piotr Kiełpikowski
Piotr Andrzej Kiełpikowski (* 27. November 1962 in Grudziądz) ist ein ehemaliger polnischer Florettfechter.

## Erfolge
Piotr Kiełpikowski gewann mit der Mannschaft bei Weltmeisterschaften zunächst 1990 in Lyon Silber sowie 1993 in Essen und 1995 in Den Haag jeweils Bronze, ehe er mit ihr 1998 in La Chaux-de-Fonds Weltmeister wurde. Im Anschluss sicherte er sich im Mannschaftswettbewerb noch 1999 in Seoul Bronze sowie 2001 in Nîmes Silber. Im Einzel gewann er jeweils 1998 in La Chaux-de-Fonds und 2002 in Lissabon Bronze. 1998 wurde er außerdem in Plowdiw Vizeeuropameister im Mannschaftswettbewerb. Im Folgejahr folgte in Bozen Mannschafts-Bronze. Auf nationaler Ebene wurde er 1992 polnischer Einzelmeister, von 1984 bis 1989 gewann er den Titel mit der Florett-Mannschaft sowie 1988 mit der Degen-Mannschaft.
Dreimal nahm er an Olympischen Spielen teil: 1988 wurde er in Seoul mit der Florett-Mannschaft Fünfter und belegte mit der Degen-Mannschaft den zehnten Platz. 1992 erreichte er in Barcelona mit der Florett-Mannschaft das Halbfinale, das Kuba mit 9:7 gewann. Das Gefecht um Rang drei gegen Ungarn gewann die polnische Equipe mit 9:4, sodass Kiełpikowski zusammen mit Ryszard Sobczak, Adam Krzesiński, Cezary Siess und Marian Sypniewski die Bronzemedaille erhielt. Die Einzelkonkurrenz schloss er auf dem 15. Platz ab. Bei den Olympischen Spielen 1996 in Atlanta zog er mit der polnischen Equipe nach Siegen über Venezuela, Deutschland und Österreich ins Finale ein, in dem sie sich Russland mit 40:45 geschlagen geben musste. Gemeinsam mit Ryszard Sobczak, Adam Krzesiński und Jarosław Rodzewicz erhielt er somit die Silbermedaille. Die Einzelkonkurrenz beendete er auf Rang 16. Eigentlich hätte er, nachdem er sich im Einzel verletzt hatte, im gesamten Mannschaftswettbewerb von Ersatzmann Rodzewicz vertreten werden sollen. Da dieser aber zunächst aus Polen anreisen musste und dies zu Problemen führte, trat Kiełpikowski trotz Verletzung notgedrungen in der Begegnung gegen Venezuela an. Er beendete seine Karriere 2002.